# Polyptychus kalisi
Polyptychus kalisi är en fjärilsart som beskrevs av Jordan 1938. Polyptychus kalisi ingår i släktet Polyptychus och familjen svärmare. Inga underarter finns listade i Catalogue of Life.